# Brassiella arboricola
Brassiella arboricola är en kvalsterart som beskrevs av J. och P. Balogh 1983. Brassiella arboricola ingår i släktet Brassiella och familjen Caloppiidae. Inga underarter finns listade.